# حاوي الهوى
حاوي الهوى قرية سورية تتبع ناحية مركز الرقة في منطقة مركز الرقة في محافظة الرقة. بلغ عدد سكانها 1651 نسمة في عام 2004 حسب إحصاء المكتب المركزي للإحصاء.
حاوي الهوى تقع في الجهة الغربية لمحافظة الرقة، وتبعد عنها حوالي 10 كم، يعمل أغلب سكانها في الزراعة وتتميز بهوائها العليل وتقع إلى جانبها آثار قلعة هرقلة.